# Диндорф-Анкович, Францишек
Францишек Диндорф-Анкович (пол. Franciszek Dindorf-Ankowicz, 3 декабря 1888 — 29 апреля 1963) — польский военачальник, бригадный генерал Войска Польского.

## Биография
В 1907 году окончил гимназию в городе Львов. В 1914 году окончил Львовский политехнический институт факультет машиностроения. С августа 1910 года по август 1911 года проходил военную службу в армии Австро-Венгрии где окончил офицерскую школу.
После начала Первой мировой войны мобилизован в австрийскую армию, где с 1 августа 1914 года по 23 марта 1915 года командовал 19-м полком национальной обороны. 23 марта 1915 попал в плен и отправлен в Сибирь, освобожден 6 июня 1918 года. Остался в Сибири и принимал участие в формировании 5-й дивизии польских стрелков в которой командовал 1-м батальоном 1-го полка польских стрелков им. Тадеуша Костюшко. После капитуляции дивизии попал в Харбин.
В июле 1920 года вернулся в Польшу и вступил в Сибирскую бригаду где занимал должность командира 1-го Сибирского полка пехоты. После окончания Советско-польской войны с июля 1920 назначен командиром 82-го Сибирского полка пехоты им. Тадеуша Костюшко. В 1929 году издал мемуары Очерки военной истории 82-го Сибирского пехотного полка. С 1927 по 1933 год назначен командиром 30-й Полесской дивизией пехоты. С ноября 1935 года командовал 10-й Дивизией пехоты.
С началом Второй мировой войны будучи командиром 10-й Дивизией пехоты в начале сентября 1939 года вступил в бой с армией Германии. Капитулировал 27 сентября. Попал в немецкий плен и почти до конца войны содержался в лагере Офлаг VII-A Мурнау. После освобождения небольшой промежуток времени служил во 2-м польском армейском корпусе.
После окончания Второй мировой войны поселился в Лондоне где работал чертежником.
Умер в Лондоне. Похоронен в Варшаве на воинском кладбище в Повонзках.

## Награды
- Серебряный крест ордена Virtuti militari №3747 [4]
- Золотой крест ордена Virtuti militari №16[5]
- Крест Независимости (7 июля 1931)[6]
- Офицерский крест ордена Возрождения Польши
- Крест Храбрых (четырежды)
- Золотой Крест Заслуги (17 марта 1930)[7]
- Золотой Крест Заслуги с Мечами[7]
- Медаль Победы